# Abu Dżurajn as-Safira
Abu Dżurajn as-Safira (arab. أبو جرين السفيرة) – miejscowość w Syrii, w muhafazie Aleppo. W 2004 roku liczyła 5230 mieszkańców.